# Larinia kanpurae
Larinia kanpurae är en spindelart som beskrevs av Patel och Nigam 1994. Larinia kanpurae ingår i släktet Larinia och familjen hjulspindlar. Inga underarter finns listade i Catalogue of Life.